# Calathea bachemiana
Calathea bachemiana là một loài thực vật có hoa trong họ Marantaceae. Loài này được E.Morren mô tả khoa học đầu tiên năm 1875.

## Hình ảnh

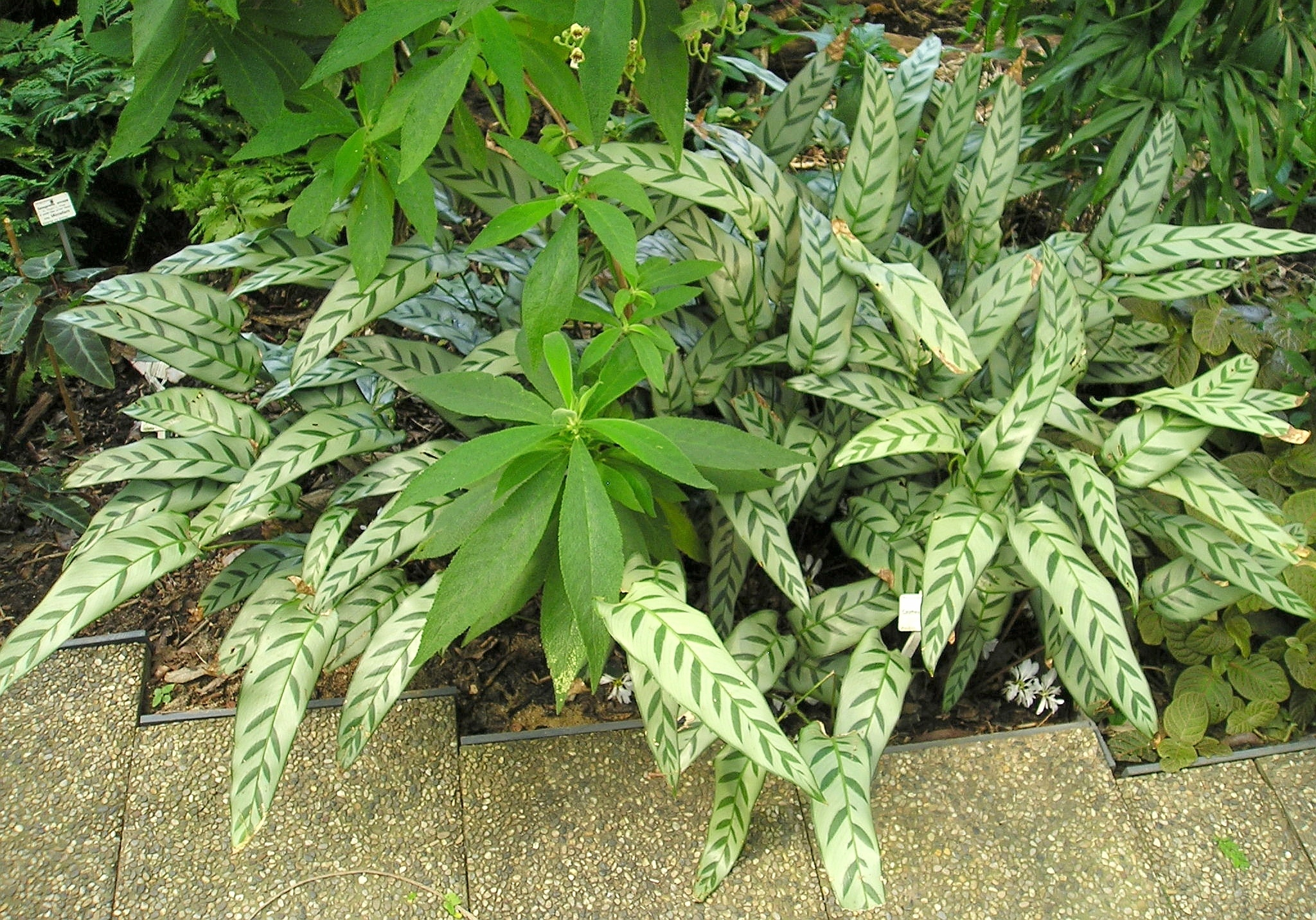
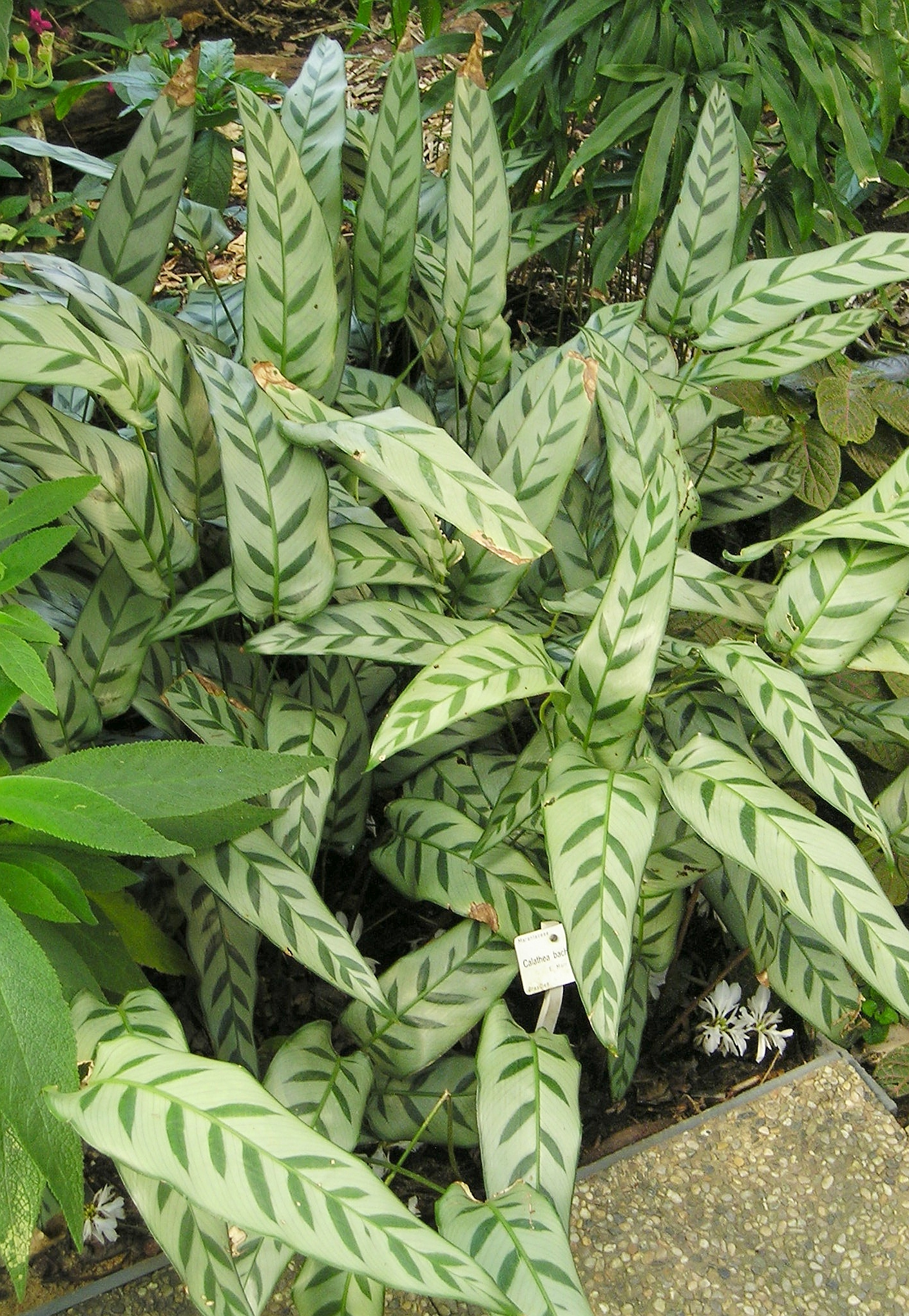